# The Hidden Reality
The Hidden Reality: Parallel Universes and the Deep Laws of the Cosmos är titeln på en populärvetenskaplig bok som utgavs 2011 på svenska av den amerikanske författaren och fysikern Brian Greene. Greene undersöker begreppet multiversum och möjligheten till parallella universum.